# ورزش در کانادا

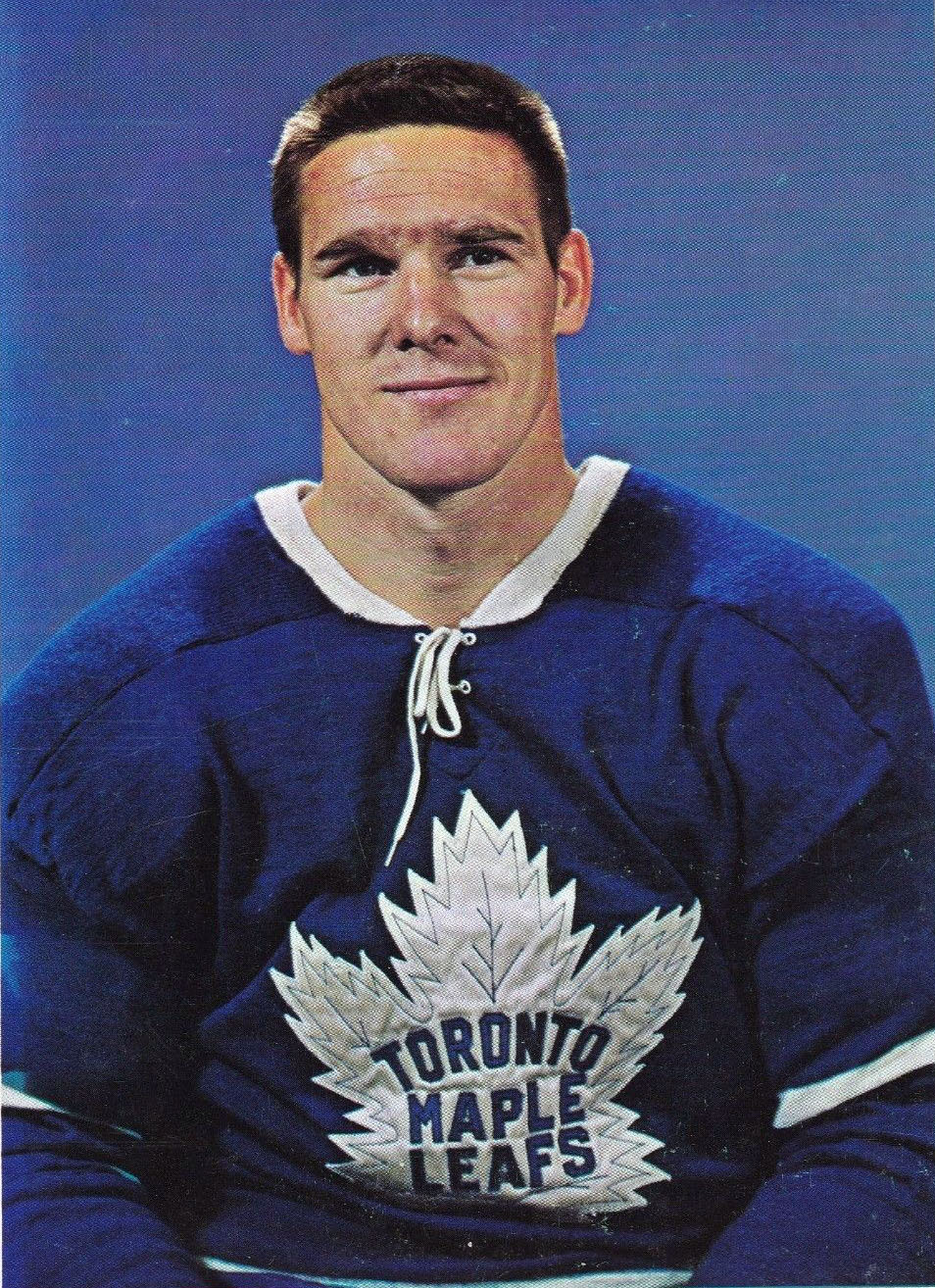
تیم هورتون (Tim Horton)، بازیکن سرشناس هاکی روی یخ اهل کانادا که به عنوان یکی از ۱۰۰ بازیکن برتر NHL در تاریخ انتخاب شد.

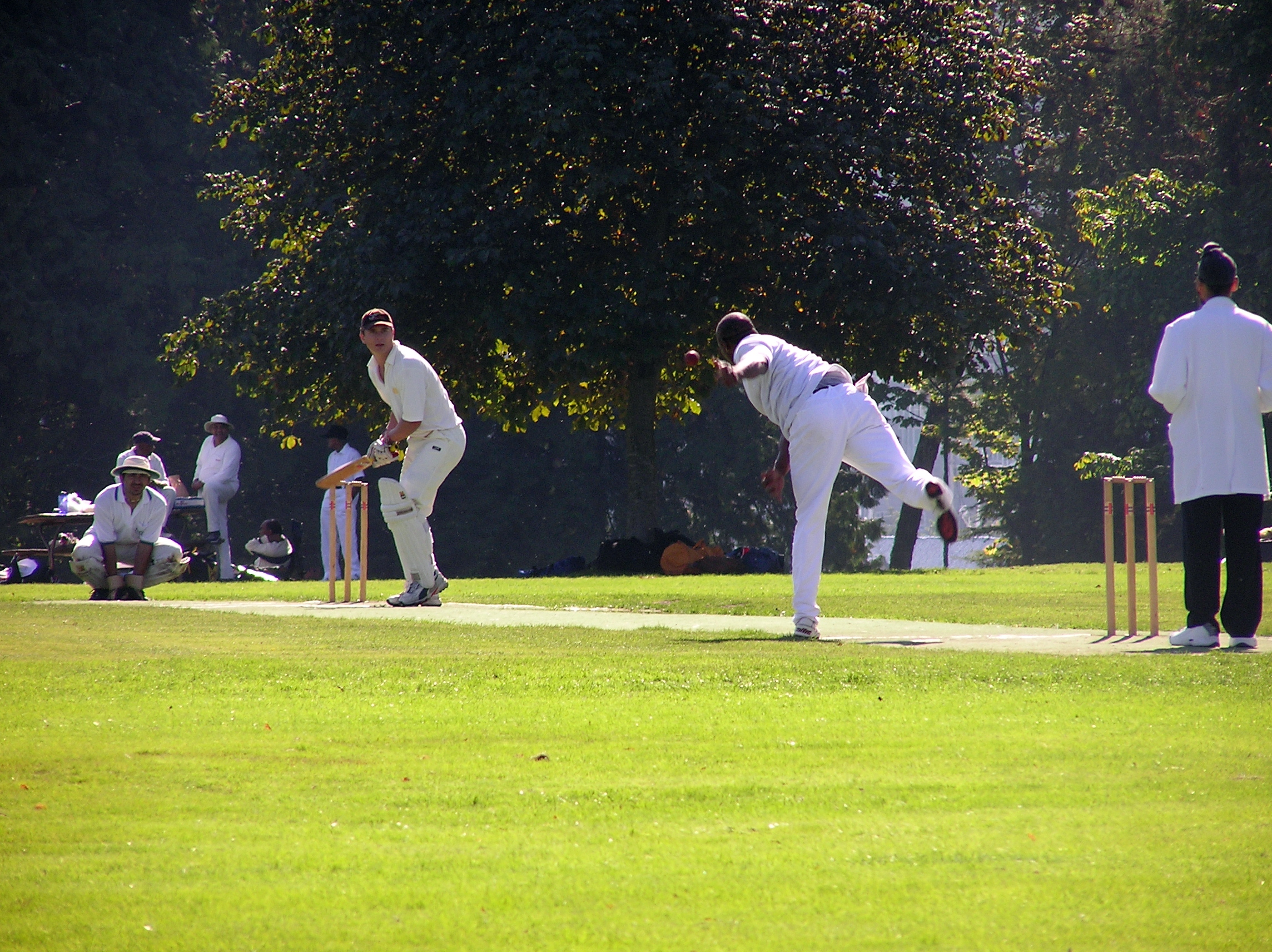
ورزش کریکت از محبوب‌ترین ورزش‌ها در کانادا.

ورزش در کانادا شامل طیف گسترده‌ای از ورزش‌ها می‌شود. تاریخچه ورزش و ریشه‌های ورزش سازمان‌یافته در کانادا به دهه ۱۷۷۰ برمی‌گردد. در این سال توسعه و محبوبیت بازی‌های حرفه‌ای اصلی چون هاکی روی یخ، لاکراس، بسکتبال، بیسبال، فوتبال، فوتبال کانادایی و کریکت به اوج خود رسید. هاکی روی یخ (رسمی زمستانی) و لاکراس (رسمی تابستانی) ورزش‌های ملی رسمی کانادا هستند.
گلف، بیسبال، تنیس، اسکی، رینگت، بدمینتون، کریکت، والیبال، دوچرخه سواری، شنا، بولینگ، راگبی ۱۵ نفره، قایق‌رانی، کرلینگ، اسکواش، و هنرهای رزمی به‌طور گسترده‌ای در سطوح مختلف سنی در این کشور دنبال می‌شود. دستاوردهای بزرگ ورزشی کانادا توسط تالار مشاهیر ورزشی کانادا به رسمیت شناخته می‌شود، و جایزه لو مارش هر ساله توسط هیئتی از خبرنگاران به ورزشکار برتر کانادا اعطا می‌شود. تعداد زیادی سالن مشاهیر ورزشی در کانادا وجود دارد.

## ورزش‌های پرطرفدار

### هاکی روی یخ
سابقه ورزش هاکی روی یخ که در کانادا به زبان انگلیسی و فرانسوی به آن هاکی گفته می‌شود، به سده نوزدهم میلادی بازمی‌گردد. این ورزش در کانادا بسیار محبوب است و در تمام طول سال و در هر سطحی در کشور انجام می‌شود. ورزش کنونی هاکی روی یخ که برگرفته از تأثیرات مختلف بازی‌های چوب و توپ از انگلستان و بازی‌های بومی است، در مونترال سرچشمه گرفته است. این ورزش ملی رسمی زمستانی کانادا است. هاکی به‌طور گسترده‌ای به عنوان ورزش ملی کانادا در نظر گرفته می‌شود که با سطوح بالای مشارکت کودکان، مردان و زنان در سطوح مختلف مسابقات مواجه است.

### بیسبال
بیس بال در سطوح مختلف در سراسر کشور بازی می‌شود. لیگ برتر بیسبال در سال ۱۹۷۷ تأسیس شد. این لیگ مهم‌ترین لیگ حرفه‌ای بیسبال در آمریکای شمالی است که هم‌اکنون با بیست‌ونه تیم آمریکایی و یک تیم کانادایی برگزار می‌شود.

### بسکتبال
بسکتبال در تمام طول سال توسط مردان و زنان و سطوح مختلف مسابقات بازی می‌شود. چندین لیگ حرفه ای بسکتبال در کانادا وجود دارد. جیمز نیسمیت کانادایی بسکتبال را در اسپرینگفیلد، ماساچوست در دهه ۱۸۹۰ اختراع کرد. این ورزش جدید که به حداقل تجهیزات نیاز داشت محبوب شد و در دبیرستان‌ها و کالج‌های کانادا محبوبیت پیدا کرد.

### فوتبال
در کانادا، فوتبال محبوب‌ترین ورزش از نظر میزان مشارکت است. طبق آمار فیفا، تقریباً ۲٫۷ میلیون نفر در سال ۲۰۰۶ در کانادا این ورزش را بازی کردند. فوتبال حرفه ای در کانادا در لیگ برتر دنبال می‌شود. کانادا همچنین لیگ‌های فوتبال نیمه حرفه ای و آماتور زیادی دارد. تیم‌های ملی فوتبال مردان و زنان کانادا در رده‌بندی جهانی فیفا در ۴ آوریل ۲۰۲۴ به ترتیب در رده‌های ۴۹ و ۹ قرار داشتند.

## بازی‌های المپیک

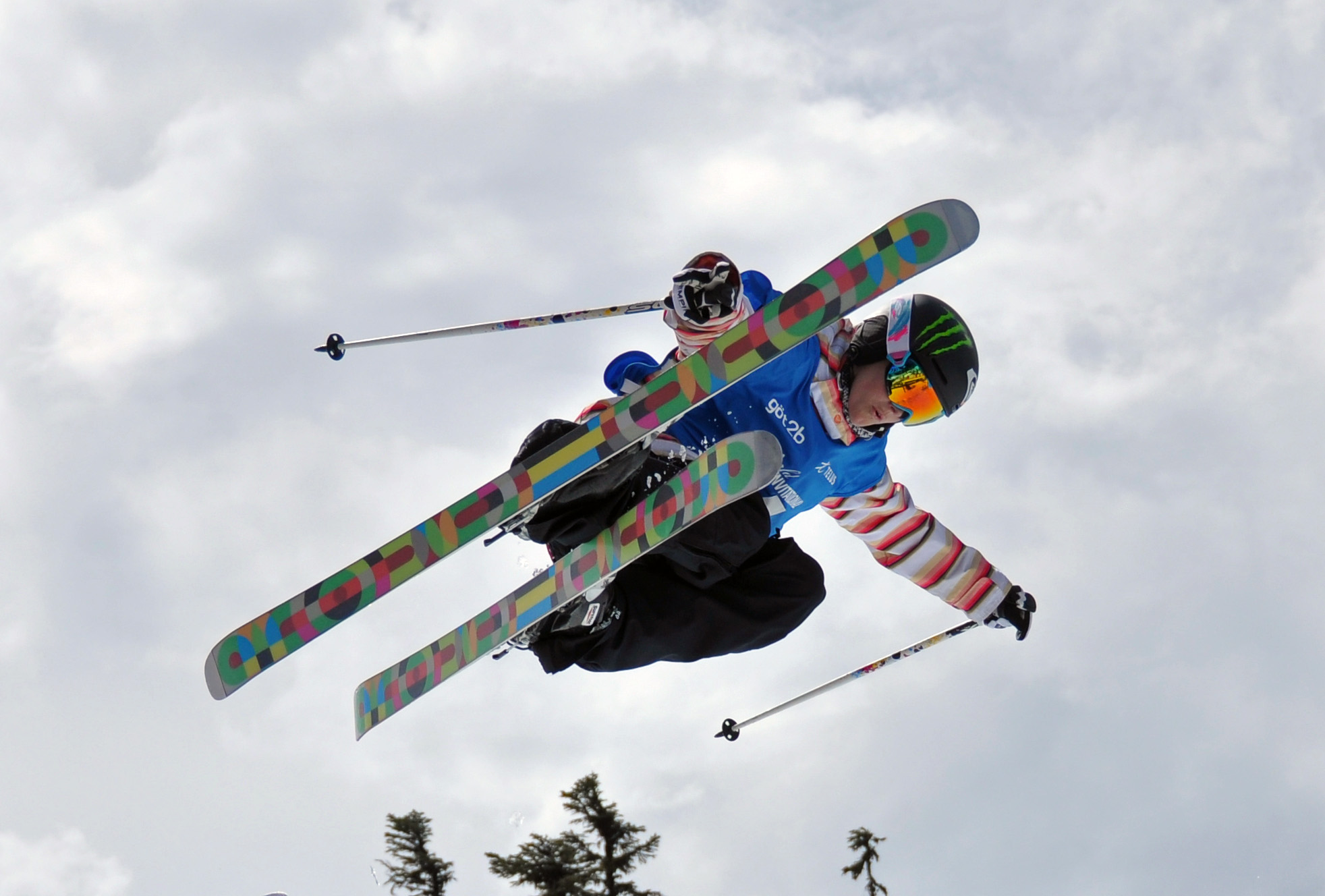
ورزش اسکی روی برف

کانادا از زمان اولین حضور خود در بازی‌های ۱۹۰۰، به استثنای بازی‌های المپیک تابستانی ۱۹۸۰، که همراه با ایالات متحده آمریکا و سایر کشورها آن را تحریم کرد، ورزشکاران را به هر دوره از بازی‌های المپیک زمستانی و هر بازی المپیک تابستانی اعزام کرده است. کانادا در هر المپیکی که در آن شرکت کرده حداقل یک مدال کسب کرده است. کمیته المپیک کانادا (COC) سازماندهی ورزشکاران اعزامی را بر عهده دارد.
در المپیک زمستانی ۲۰۱۰، کانادا برای اولین بار بیش از هر کشور دیگری مدال طلا کسب کرد. کانادا همچنین بازی‌های المپیک زمستانی ۲۰۱۰، با برگزاری بازی‌ها در ونکوور، بریتیش کلمبیا، این دوره از مسابقات را میزبانی کرد. همچنین کانادا میزبان بازی‌های المپیک زمستانی ۱۹۸۸ در کلگری نیز بوده است.

## لیگ‌های ورزشی
- لیگ برتر فوتبال کانادا